# Neocorynura chrysops
Neocorynura chrysops är en biart som först beskrevs av Joseph Vachal 1904.  Neocorynura chrysops ingår i släktet Neocorynura och familjen vägbin. Inga underarter finns listade i Catalogue of Life.